# Mirecourt
Mirecourt ([miʁˈkuʁ] ) ist eine französische Stadt mit 4746 Einwohnern (Stand: 1. Januar 2022) im Département Vosges in der Region Grand Est (bis 2015 Lothringen). Sie gehört zum Arrondissement Neufchâteau (bis 2024 Épinal) und ist Mitglied im Gemeindeverband Communauté de communes de Mirecourt Dompaire. Das Bureau centralisateur des gleichnamigen Kantons befindet sich in Mirecourt. Die Bewohner werden Mirecurtiens und Mirecurtiennes genannt.

## Geografie
Die Kleinstadt Mirecourt liegt am Madon, einem Nebenfluss der Mosel, etwa 50 Kilometer südlich von Nancy.
Nachbargemeinden von Mirecourt sind Poussay und Mazirot im Norden, Villers im Osten, Vroville im Südosten, Mattaincourt im Süden, Domèvre-sous-Montfort und Remicourt im Südwesten, Thiraucourt im Westen sowie Domvallier und Ramecourt im Nordwesten. An der nördlichen Gemeindegrenze mündet der Val d’Arol in den Madon.

## Geschichte

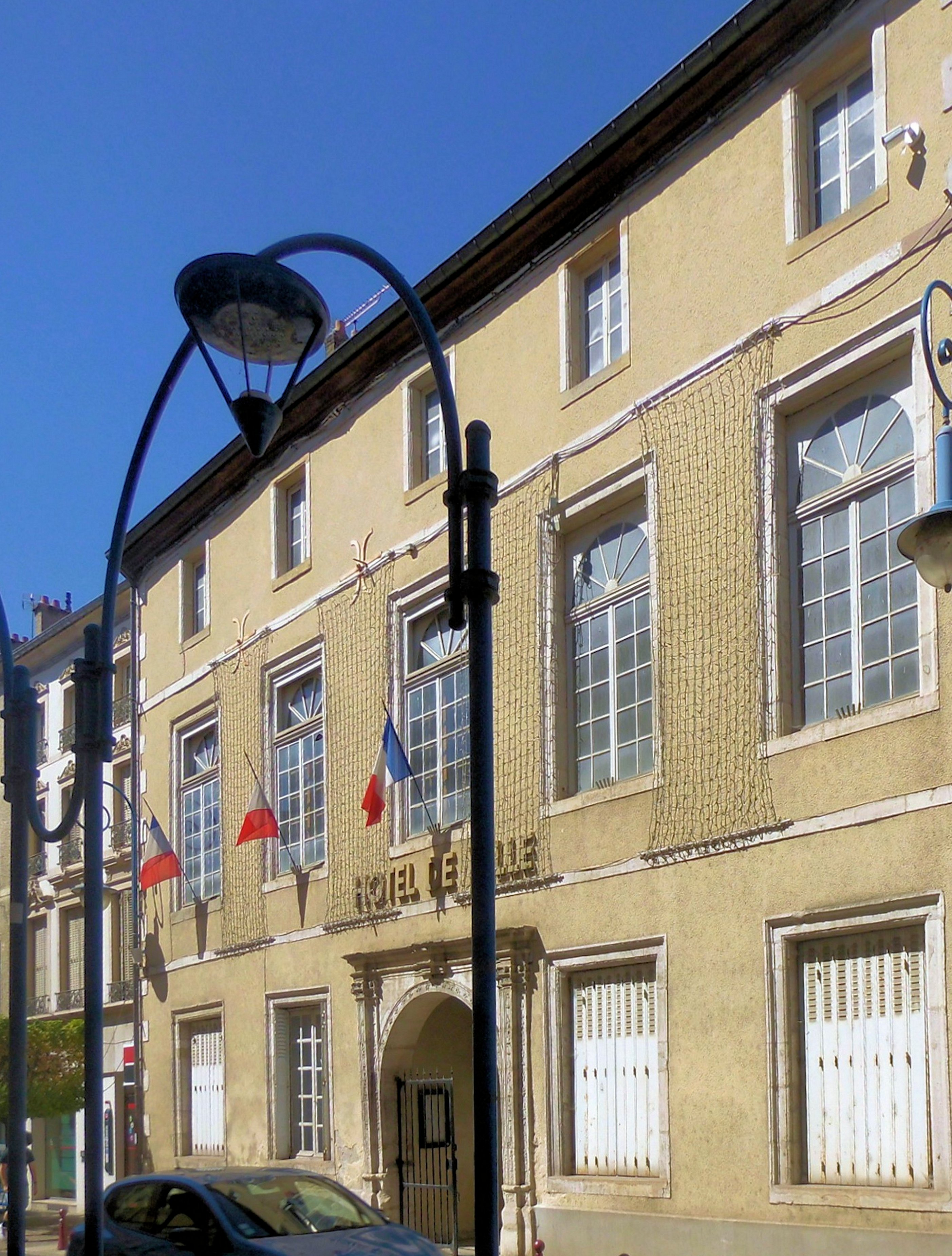
Hôtel de ville (Rathaus)

### Bis 1738
Die im 18. Jahrhundert aufgekommene lateinische Schreibweise Mercurii curtis soll auf eine römische Kultstätte des Merkur hindeuten, wofür es jedoch keinerlei Belege gibt, Mirecourt wurde stattdessen nach einem Grundbesitzer namens Muricus benannt. Der Ort wurde erstmals in einer Urkunde vom 13. Juni 960 erwähnt, in der König Otto I. der Abtei Bouxières bestätigt: „Urso stiftete ein Grundstück im Muricus-Gut“ (Urso dedit praedium in Murici curte). Später gehörte das Gebiet zum Herrschaftsbereich der Grafen von Toul. Ab 1284 gehörte Mirecourt zum Herzogtum Lothringen, bis dieses im Jahre 1766 nach dem Tod von Stanislaus I. Leszczyński gemäß dem Friedensvertrag von Wien an das Königreich Frankreich fiel.

### Internierungslager Mirecourt
In den 1930er Jahren entstanden Pläne zum Bau eines Krankenhauses für psychisch kranke Menschen in Mirecourt. Die Entscheidung zum Bau der Einrichtung, die heute unter dem Namen Centre Hospitalier Ravenel bekannt ist, fiel am 10. März 1936, die Eröffnung war für Mai 1940 geplant.
Diese geplante Entwicklung wurde durch den Ausbruch des Zweiten Weltkriegs unterbrochen. Die Arbeiten an den Gebäuden wurden gestoppt, und vom 8. September 1939 bis zum 14. Juni 1940 richtete die französische Luftwaffe hier ein Materiallager ein.
Nach dem Sieg der deutschen Wehrmacht im Westfeldzug nutzte diese von Juli 1940 bis April 1941 das Gelände als Lager für gefangengenommene französische Soldaten (Frontstalag 120). Danach ging die Liegenschaft Ravenel in französische Verwaltung über, doch erlaubte die Besatzungsmacht nur einen teilweisen Weiterbau und primär Instandsetzungsarbeiten. Was sich hier in den nächsten zwei Jahren noch abspielte, wird in der Geschichte von Ravenel nicht erwähnt, doch die Webseite Prisonniers et internés civils spricht von einem Internierungslager für ausländische Zivilpersonen, die nicht zu einem Arbeitsdienst herangezogen werden konnten. Mirecourt sei ein Dépôt d'Internés Civils non Prestataires gewesen, ein militärisches Lager für nicht einsatzfähige zivile Internierte. In anderen Quellen werden zudem ohne weiterführende Hinweise Mattaincourt und Villers (Vosges) als Nebenlager von Mirecourt (Annexe de Mirecourt) erwähnt.
Vermutlich 1943 wurde das Krankenhaus Ravenel erneut von der deutschen Wehrmacht beschlagnahmt und wurde ab Dezember 1943 durch die Organisation Todt in ein Militärkrankenhaus umgebaut. Zu dessen Fertigstellung kam es jedoch nicht mehr. Im September 1944 nahm die US-Army das Gelände ein und errichtete ein bis 1946 betriebenes Militärhospital. Eine Art Bewährungsprobe musste es während der Ardennenoffensive bestehen. Es kam zu kriegsbedingten Beschädigungen und zu Evakuierungsplänen, die sich jedoch durch die deutsche Niederlage erübrigten. Die Kapazität des Krankenhauses wurde auf über 4.000 Betten erweitert, und bereits im Januar 1945 wurde der 50.000ste Patient behandelt.
Am 1. April 1947 nahm das Centre Hospitalier Ravenel seinen zivilen Betrieb auf. Die ersten Patienten waren Kinder aus einer pädagogischen Einrichtung; ihnen folgten psychisch Kranke, die aus einem anderen Krankenhaus nach hier verlegt wurden. Am 31. Dezember 1947 befanden sich in Ravenel 448 Patienten, darunter 127 Kinder.

## Bevölkerungsentwicklung
| Jahr      | 1962 | 1968 | 1975 | 1982 | 1990 | 1999 | 2007 | 2019 |
| Einwohner | 8572 | 8804 | 8649 | 7940 | 6900 | 6384 | 5956 | 4949 |

## Wirtschaft
- Regionale Gewerbeparks mit 400 Betrieben
- Flughafen Épinal-Mirecourt
- Holzverarbeitung
- Das Klöppeln von Spitzen hat hier eine lange Tradition.
- Seit dem 17. Jahrhundert ist die Gegend ein Zentrum für den Geigenbau. 1970 gründete hier der bekannte Geigenbauer Étienne Vatelot eine Schule für angehende Geigenbauer, in Mirecourt ist die École Nationale de Lutherie.
- Das psychiatrische Zentrum des Départements (Centre hospitalier spécialisé de Ravenel) ist mit etwa 1000 Mitarbeitern der größte Arbeitgeber in der Stadt.

## Sehenswürdigkeiten
- Altstadt
- Geigenbaumuseum „Musée de la Lutherie et de l’Archèterie Françaises“
- Museum für mechanische Musikinstrumente „Maison de la Musique Mécanique“
- Hospitalskapelle
- Kapelle Saint-Vincent
- Kapelle Oultre
- Kirche Nativité-de-Notre-Dame (Mariä-Geburt-Kirche) in der dicht bebauten Innenstadt
- Markthalle vom Anfang des 17. Jahrhunderts, Monument historique

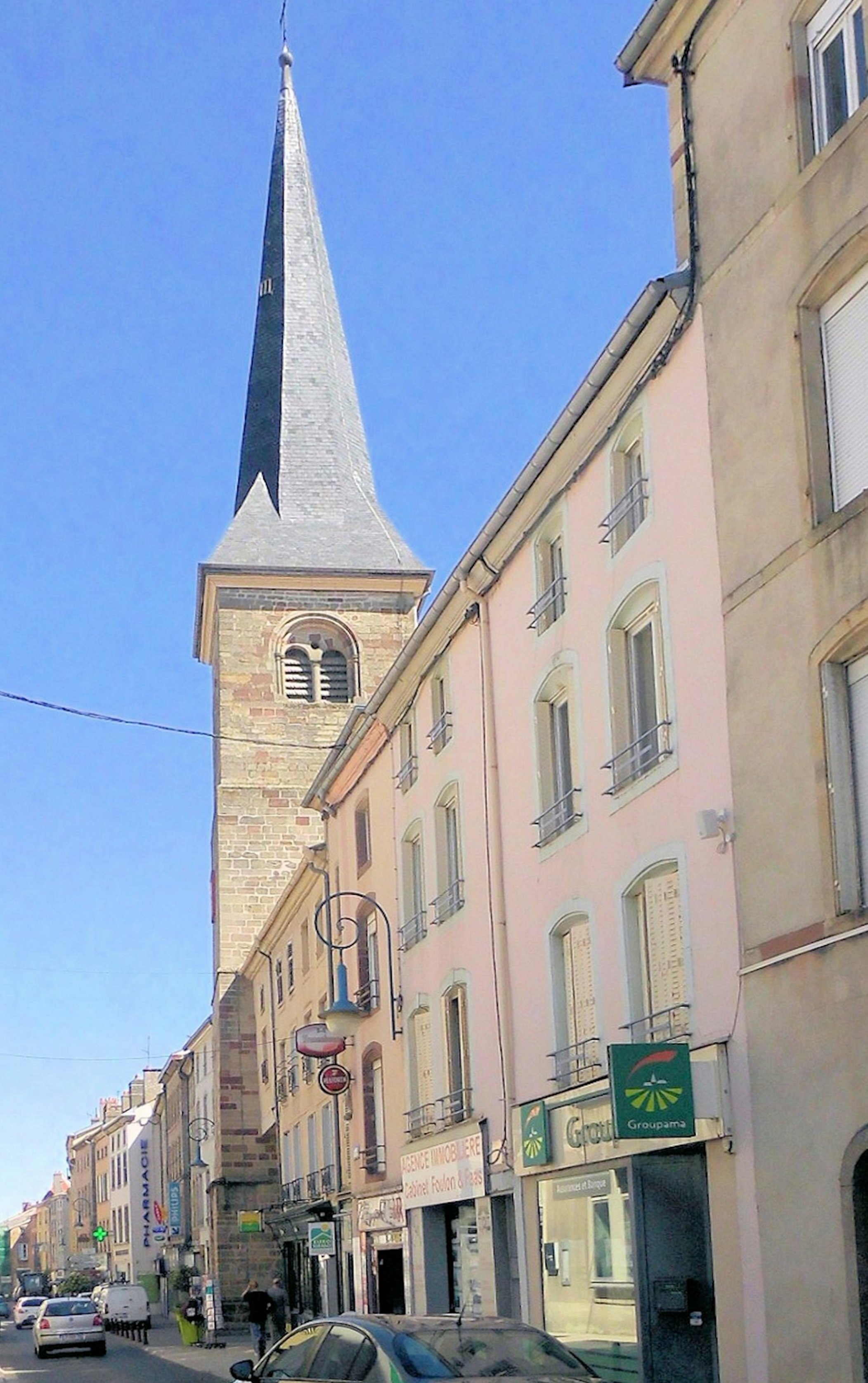
Kirche Nativité-de-Notre-Dame
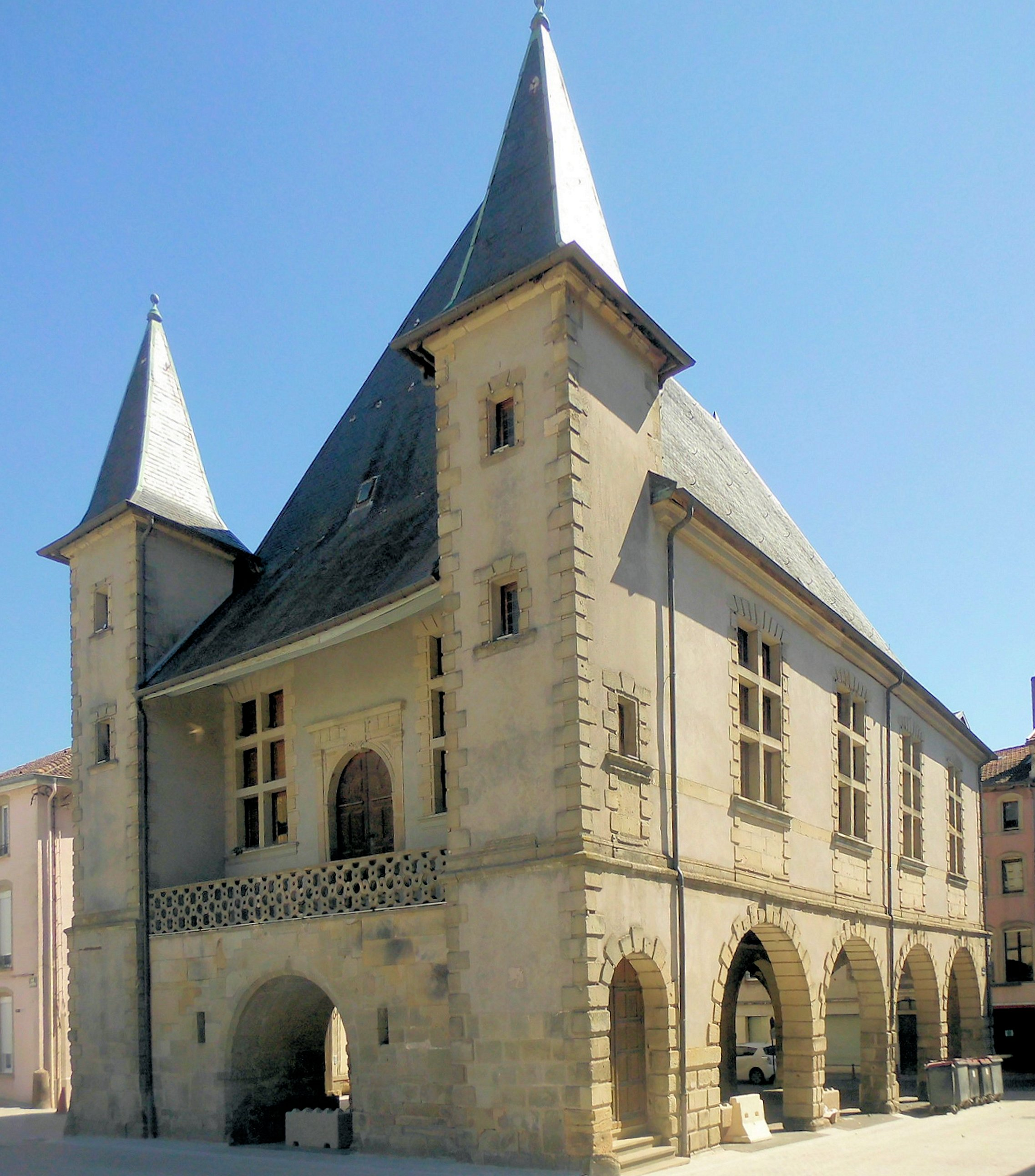
Alte Markthalle
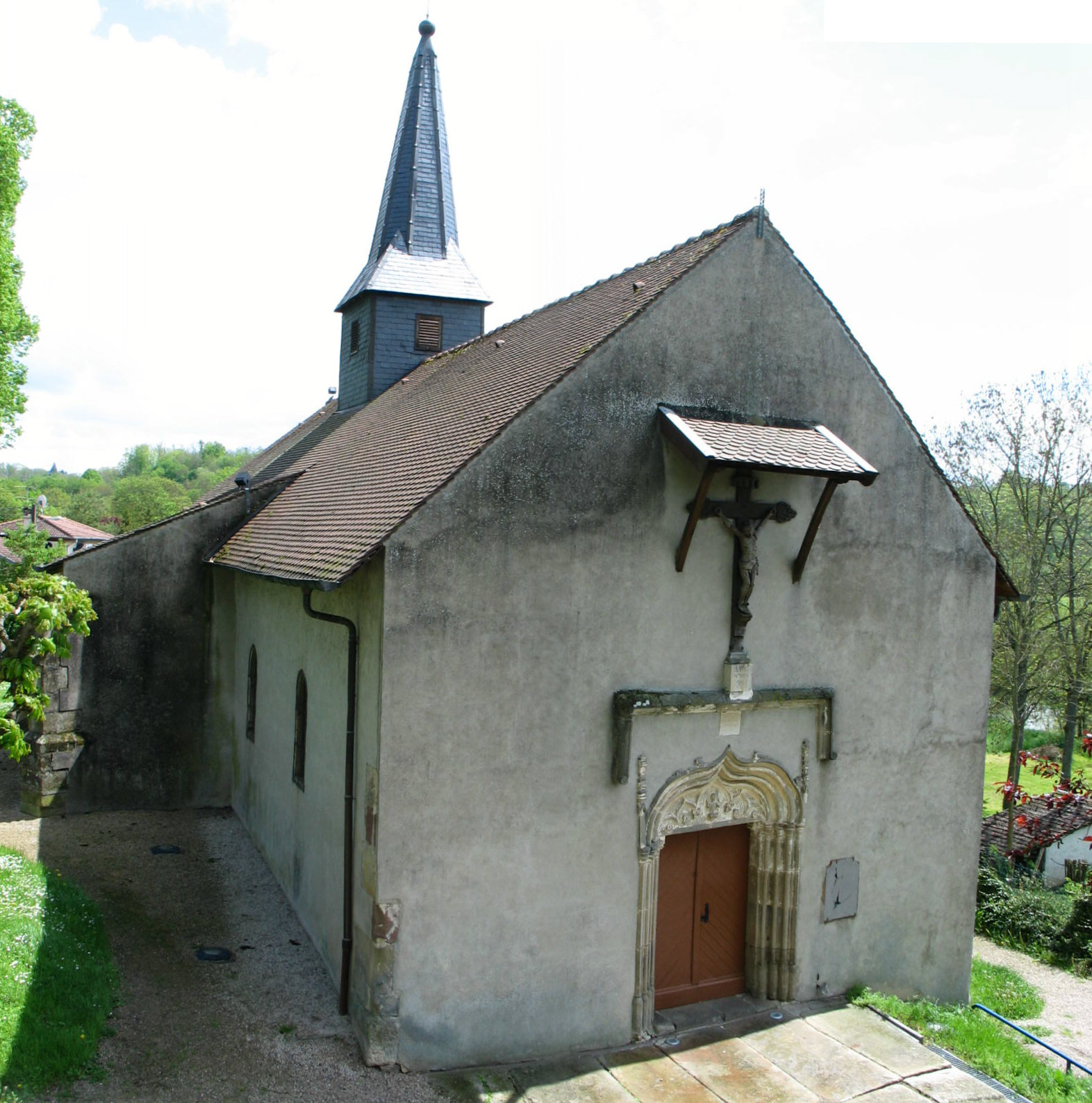
Kapelle Oultre
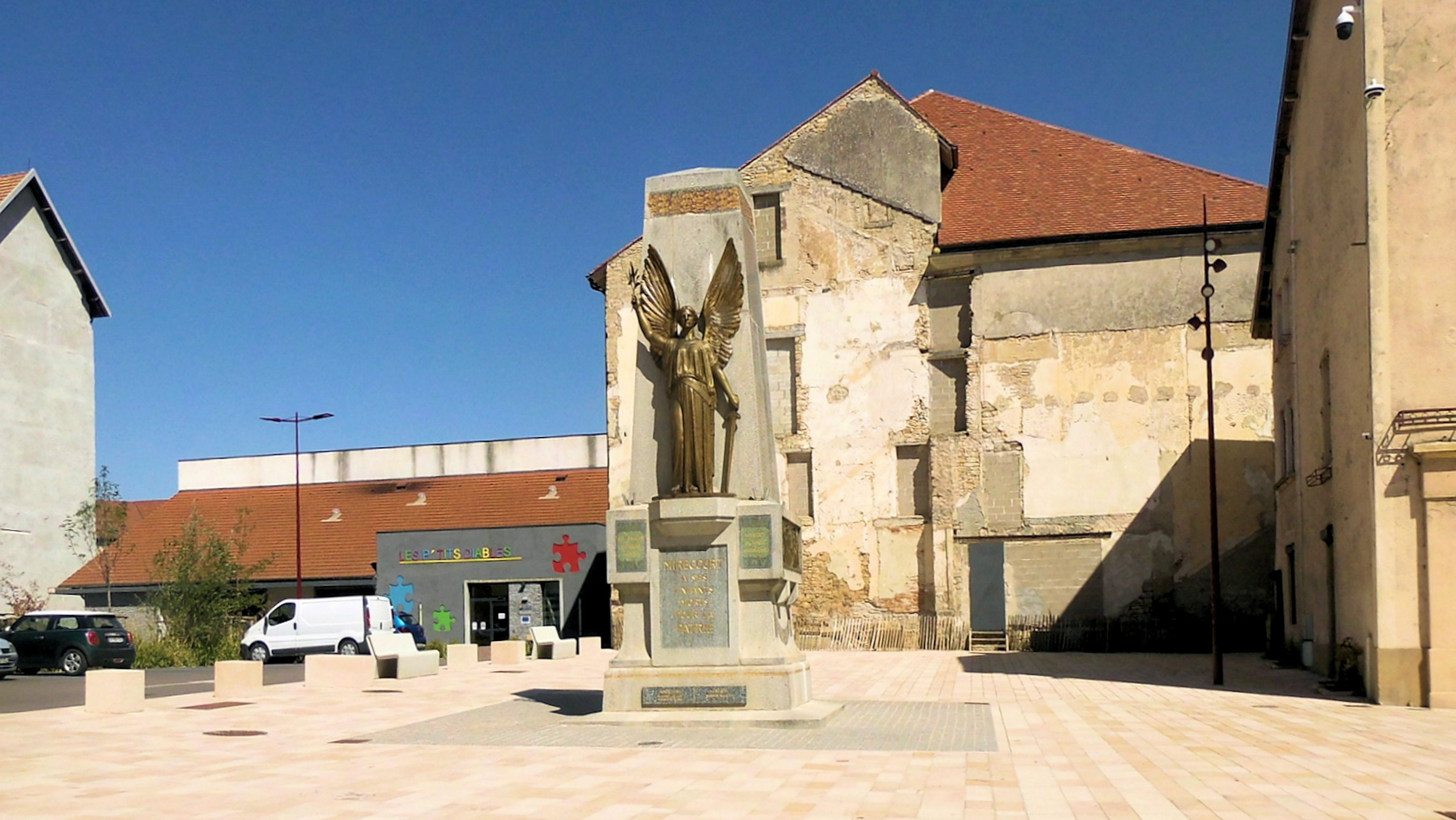
Gefallenendenkmal

## Verkehr

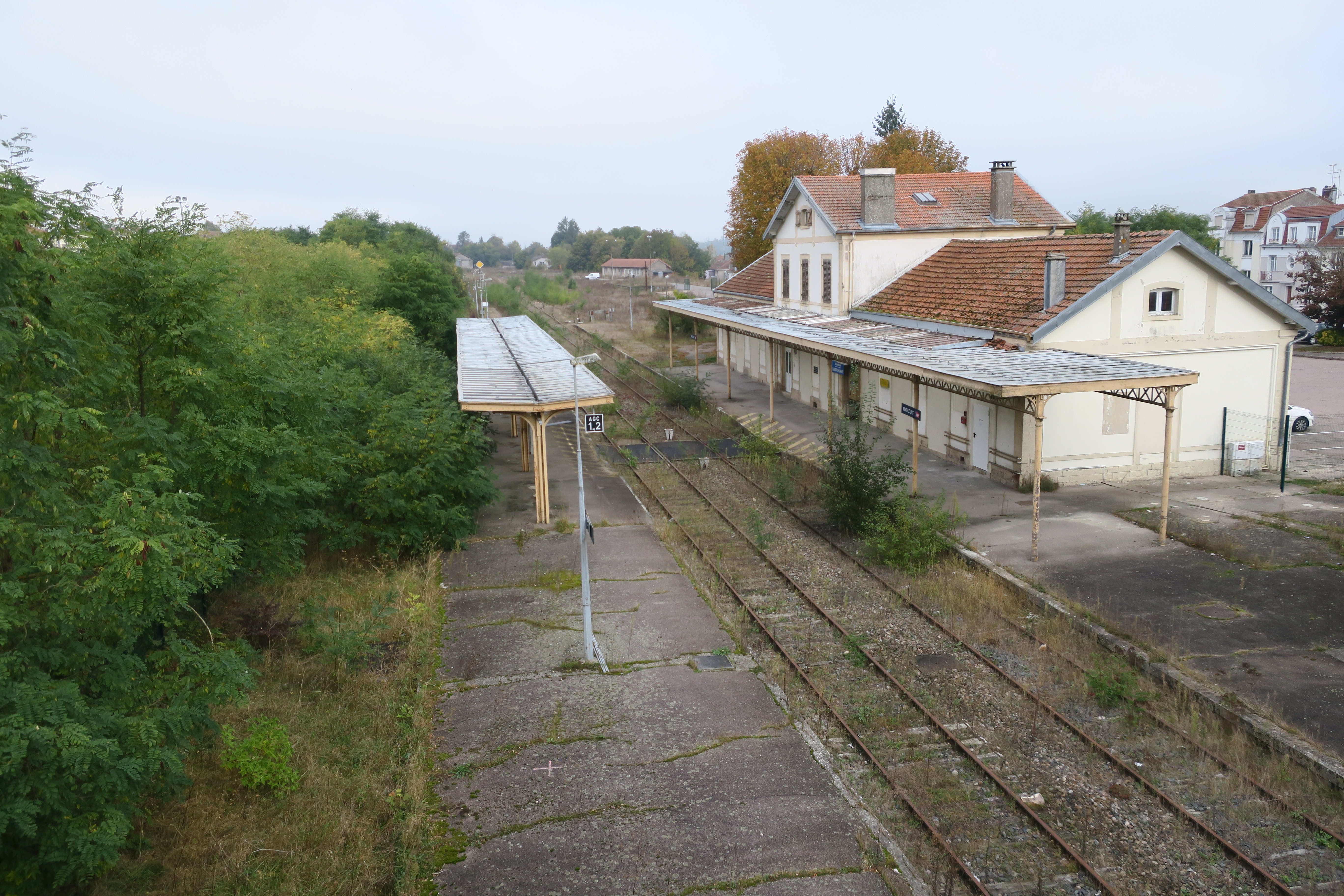
Bahnhof im Oktober 2021

Der Bahnhof liegt an der Bahnstrecke Neufchâteau–Épinal, die 1878 von der Compagnie des chemins de fer de l’Est (EST) eröffnet wurde. Von ihr wird in diesem Bereich nur noch der kurze Abschnitt nach Mattaincourt (als Fortsetzung der 1879 in Betrieb genommenen Bahnstrecke Jarville-la-Malgrange–Mirecourt) unterhalten. Der Personenverkehr über Jarville-la-Malgrange nach Nancy endete im Dezember 2016.

## Städtepartnerschaft
Seit 1969 besteht eine Städtepartnerschaft mit Bonn-Beuel. Ausgangspunkt war die Glocke „St. Michael“, die zu Napoleons Zeit aus dem Beueler Ortsteil Schwarzrheindorf nach Mirecourt geschafft wurde. Sie wurde von Mirecourt in den 1960er Jahren zurückgegeben, dafür erhielt die Stadt als Spende des Bundeslandes Nordrhein-Westfalen eine neue Glocke.

## Persönlichkeiten
- Pierre Fourier (1565–1640), Priester und Augustiner-Chorherr, Heiliger der katholischen Kirche
- Nicolas Colson (* 1785), Instrumentenbauer
- Bernard de Girmont (1758–1834), Trappist, Prior, Abt und Klostergründer
- Jean-Baptiste Vuillaume (1798–1875), Geigenbauer
- Eugène de Mirecourt (1812–1880), Schriftsteller und Biograph
- Louis-Joseph Buffet (1818–1898), französischer Staatsmann, 1875 bis 1876 Premierminister
- Nicolas Eugène Simoutre (1834–1908), Geigenbauer
- Hector France (1837–1908), Schriftsteller
- Eugène Sartory (1871–1946), Geigenbogenbauer
- Hugues Emile Blondelet (1875–1928), Geigenbauer
- Jack Lang (* 1939), führender Politiker Frankreichs, zeitweise Kultur- sowie Bildungsminister